# Поди туда, не знаю куда
«Поди туда, не знаю куда» — советский полнометражный мультипликационный фильм в кукольной и перекладочной техникe, выпущенный студией «Союзмультфильм» в 1966 году. Режиссёр Иван Иванов-Вано в этом фильме, непривычно для себя, опробовал жанр комедии.
Сценарий к мультфильму хранится в Государственном Центральном музее кино (фонд 17, оп. 1, ед. хр. 20). Его написал знаменитый советский сценарист Николай Эрдман по мотивам русских народных сказок, в частности «Пойди туда — не знаю куда, принеси то — не знаю что».

## Сюжет
Весёлые скоморохи рассказывают о том, что в некотором царстве, в некотором государстве, жил-был царь. В одной руке он всегда держал скипетр, а в другой державу. И называли все его Ваше Царское Величество. А уж сколько слуг было у того царя — сосчитать не пересчитать: и повара, и кучера, и пекари, и аптекари, и парикмахеры, и банщики, и придворные поэты, и даже отдельный слуга по царскому ночному горшку. А самого низшего чину был у царя слуга Сергей, который ходил на охоту и снабжал царя разными деликатесами.
Пошёл Сергей однажды в лес, чтобы поймать «деликатес», да ничего ему не попалось — ни лось, ни куропатка, ни заяц. Лишь в небе увидел он, как коршун клюёт голубицу белую. Прицелился метко охотник, и от коршуна лишь пух да перья остались. А голубица тут же обернулась красной девицей и сказала, что теперь у них одна дорожка — к алтарю. И зажили они счастливо. И узнал об этом старый царь и позавидовал, решив погубить стрельца.
Однако, стрелец смог справиться со всеми испытаниями, и при этом обрести невидимого друга Наума, который мог даже пир для народа устроить.
А царя его злые деяния привели к гибели.

## Создатели
- Автор сценария: Николай Эрдман
- Режиссёры-постановщики: Иван Иванов-Вано, Владимир Данилевич
- Художник-постановщик: Марина Соколова
- Художник: Вячеслав Наумов
- Оператор: Иосиф Голомб
- Композитор: Анатолий Александров
- Звукооператор: Борис Фильчиков
- Текст читают: Дмитрий Журавлёв, Георгий Вицин
- Художники-мультипликаторы: Юрий Норштейн, Галина Золотовская, Вячеслав Шилобреев, Мария Зубова, Иосиф Доукша
- Художники-декораторы: Александр Горбачёв, Франческа Ярбусова, В. Роджеро, Галина Невзорова, Александр Рожков, М. Спасская
- Куклы и декорации выполнили: В. Куранов, Лилианна Лютинская, Вера Калашникова, Марина Чеснокова, Галина Геттингер, Павел Лесин, Валентин Ладыгин, Екатерина Дарикович, Н. Будылова, Т. Алхазова, И. Максимова
- под руководством: Романа Гурова
- Редактор: Наталья Абрамова
- Монтажёр: Нина Майорова
- Директор картины: Натан Битман